# Valfisken (befästning)

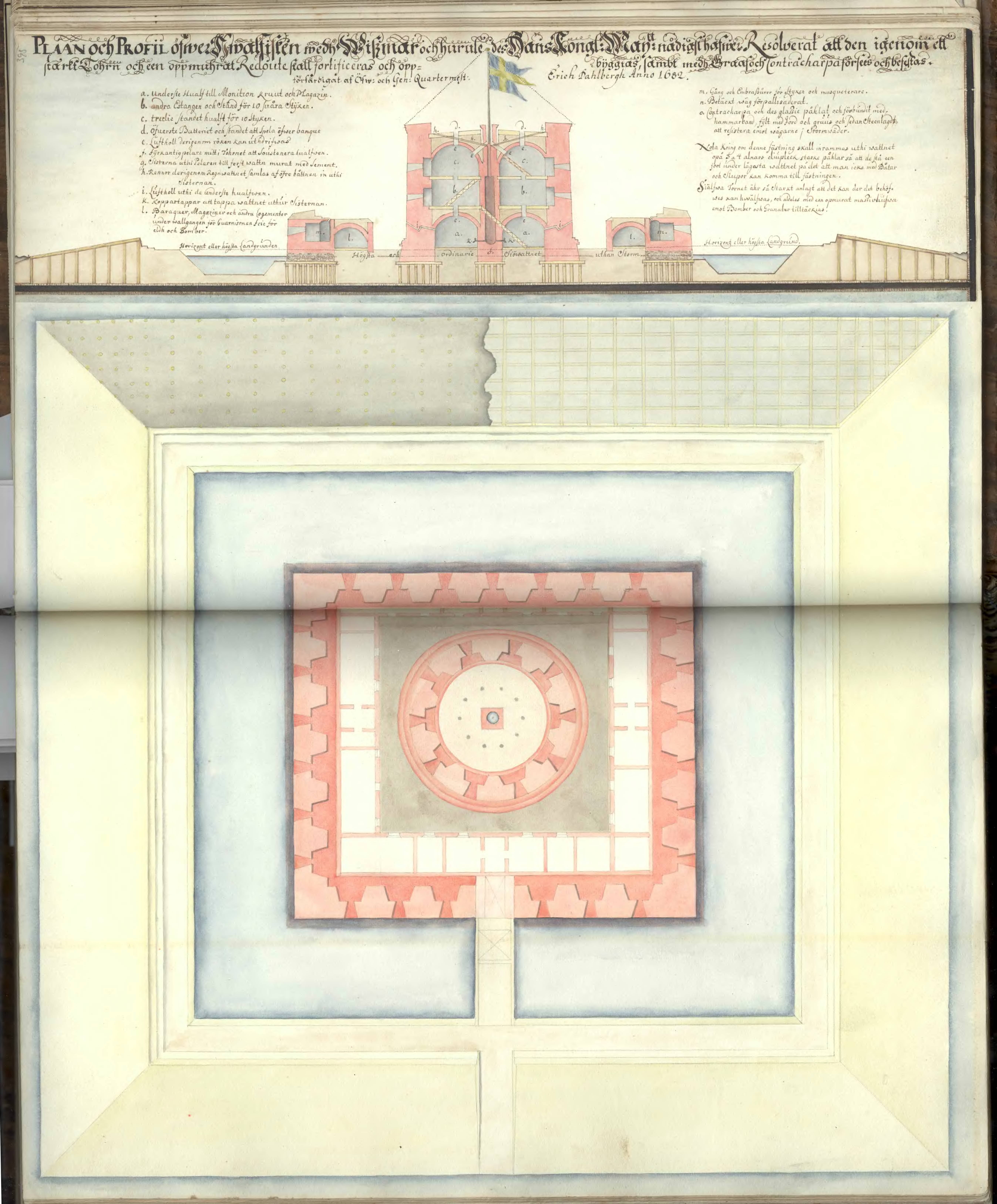
Skiss över skansen, 1682.

Valfisken, Hvalfisken, skans på en holme utanför staden Wismar som tillföll Sverige vid westfaliska freden.
I november 1675 föll den i danska händer, men återlämnades till Sverige samma år. Åren 1682-1696 uppfördes där ett runt torn ritat av Erik Dahlbergh. 1718 lät kungen av Preussen spränga Valfisken i luften.